# Moran (métro de Séoul)
Pour les articles homonymes, voir Moran.
Moran (en coréen : 모란역) est une station de correspondance entre la ligne 8 et la ligne Suin–Bundang du métro de Séoul. Elle est située au 1147 Seongnam-daero, quartier Seongnam-dong dans l'arrondissement Jungwon-gu de la ville Seongnam-si, au sud-est de Séoul, dans la province Gyeonggi-do en Corée du Sud.
Ouverte en 1994, elle devient une station de correspondance en 1996. la station est desservie par les rames omnibus qui circulent sur la ligne Suin–Bundang et la ligne 8.

## Situation sur le réseau

Plan du réseau (2023)

La station Moran est une station de correspondance entre la ligne 8 et la ligne Suin–Bundang du métro de Séoul :
sur la ligne 8, c'est une station souterraine terminus sud de la ligne, elle est située avant la station Sujin, en direction du terminus nord Amsa ;
sur la ligne Suin–Bundang, c'est une station souterraine située entre la station Taepyeong, en direction du terminus nord Cheongnyangni, et la station Yatap en direction du terminus ouest Incheon.

## Histoire
La station Moran est mise en service le 1er septembre 1994 lors de l'ouverture à l'exploitation du prolongement de la ligne Bundang, de 18,5 ]km, entre Suseo et Ori,. 
Elle devient une station de correspondance le 23 novembre 1996,, lors de l'ouverture à l'exploitation du prolongement de la ligne 8, de 13,1 km, entre Jamsil et Moran.
Elle est déjà une station de correspondance lors de la création de la ligne Suin–Bundang, le 12 septembre 2020, par la fusion de la ligne Bundang et de la ligne Suin, reliées par un nouveau tronçon complété par l'utilisation en commun d'un tronçon de la ligne 4 du métro de Séoul.

## Services aux voyageurs

### Accès et accueil
La station souterraine est située au 1147 Seongnam-daero, quartier Seongnam-dong. Elle dispose de six bouches, numérotées de 1 à 6, situées de part et d'autre de la Seongnam-daero autour du croisement avec la Sujeong-ro. Elle dispose d'automates pour les titres de transports et de divers autres commodités comme des toilettes. Des escaliers, escaliers mécaniques et ascenseurs permettent les circulations piétonnes entre la surface et les différents niveaux souterrains.

### Desserte

#### Station ligne 8
Moran est desservie par les rames omnibus qui circulent sur la ligne 8. Elle dispose de deux quais latéraux équipés de portes palières.

Installations
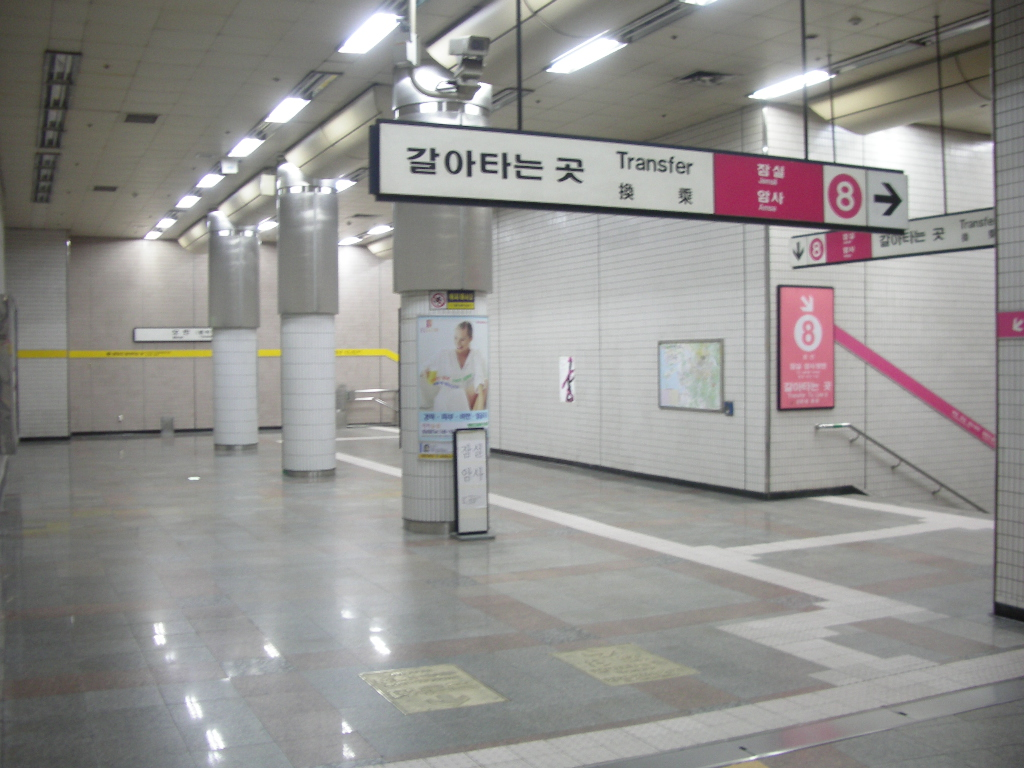
En 2008.
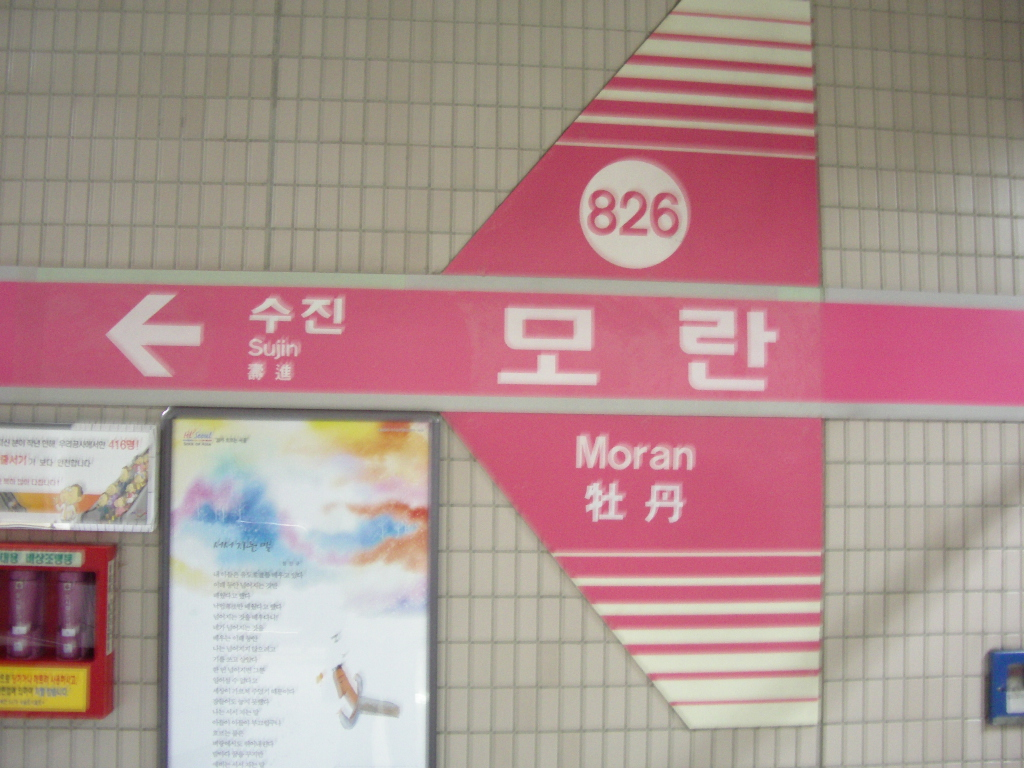
En 2008.
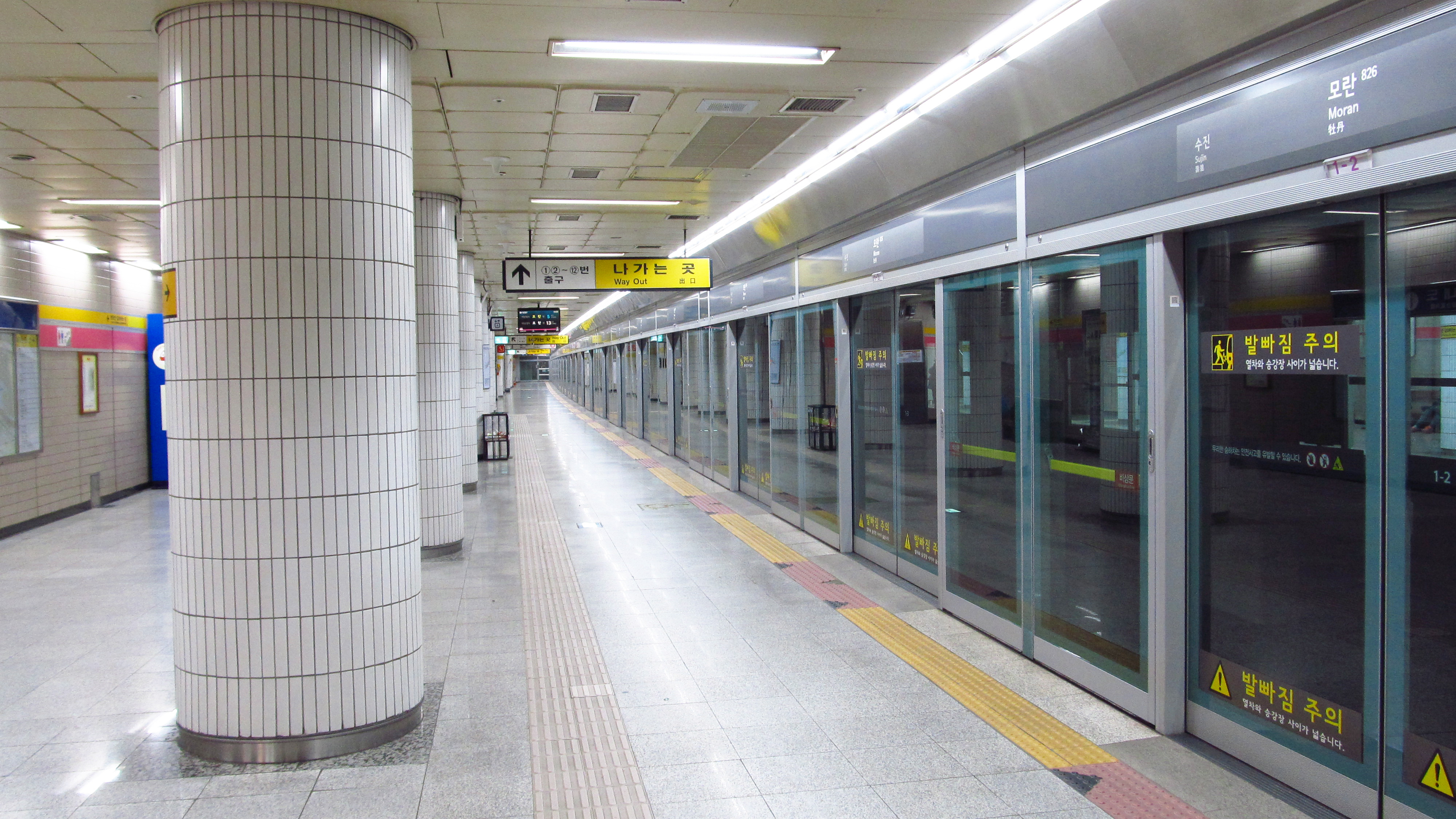
En 2018.

#### Station ligne Suin–Bundang
Moran est desservie par les rames omnibus qui circulent sur la ligne Suin–Bundang. Elle dispose de deux quais latéraux équipés de portes palières.

Installations
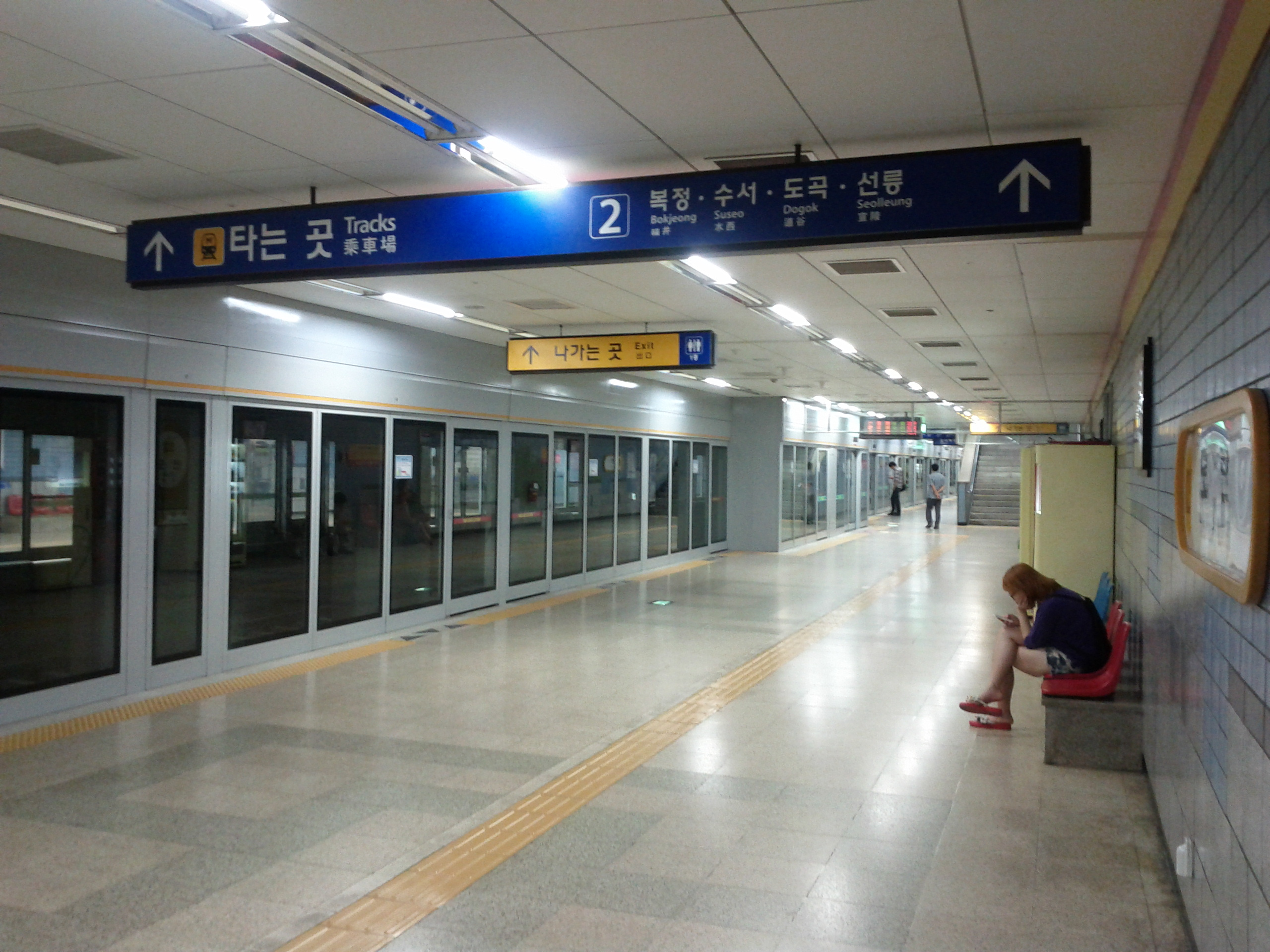
En 2011.
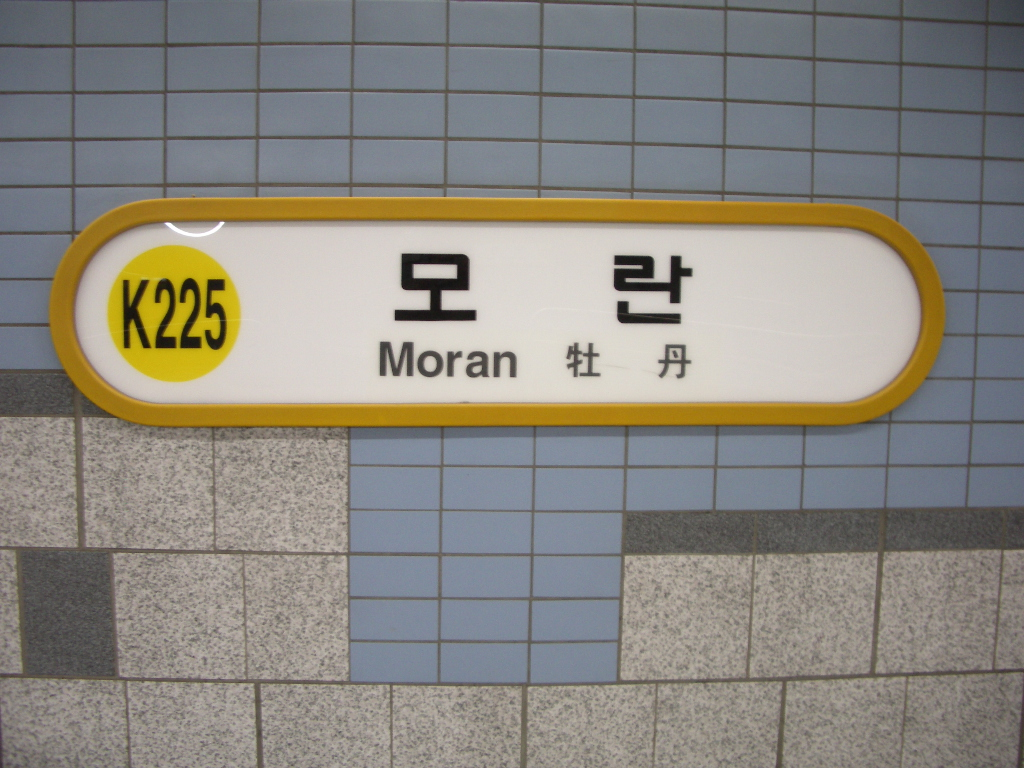
En 2008.
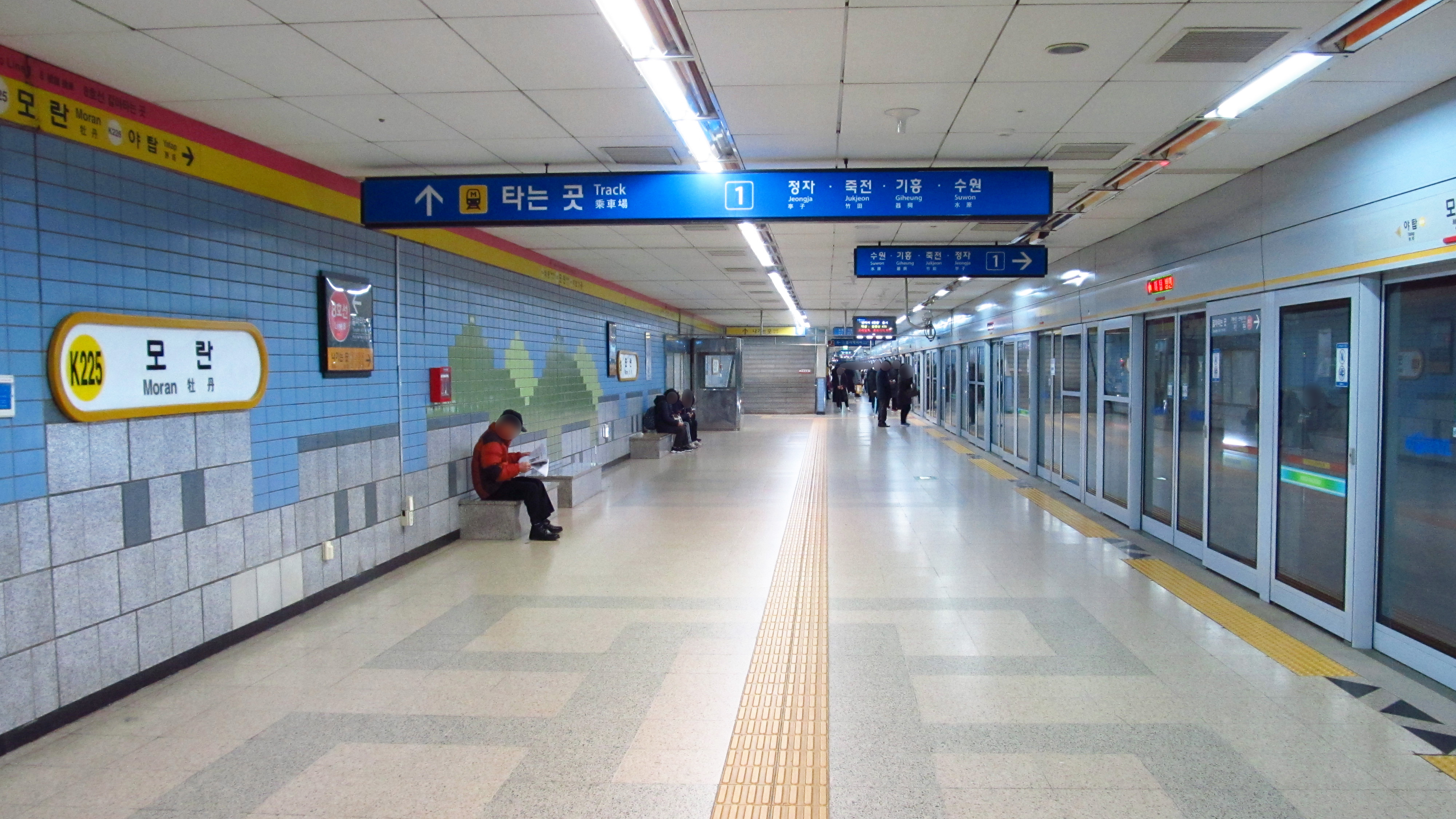
En 2018.

### Intermodalité
Des arrêts pour les bus sont situés à proximité.